# محسن علیجانی زمانی
محسن علیجانی زمانی، چهره سیاسی اصلاح طلب و نماینده سابق مردم تهران، ری، شمیرانات، اسلامشهر و پردیس، در دهمین دوره مجلس شورای اسلامی است. او دارای مدرک دکتری پزشکی است.

## نماینده تهران در مجلس دهم
در دهمین دوره انتخابات مجلس شورای اسلامی، محسن علیجانی زمانی، در لیست امید در تهران حضور داشت و توانست با کسب ۱٬۱۲۲٬۲۵۶ رأی، در رتبهٔ بیست و ششم تهران، وارد مجلس دهم شود. تمامی سی نفر عضو این لیست به مجلس راه یافتند.
در ۱۰ آذر ۱۳۹۸، علیجانی برای شرکت در یازدهمین دوره انتخابات مجلس شورای اسلامی ثبت نام کرد.

## سوابق
- عضو سابق شورای مرکزی انجمن اسلامی دانشجویان
- عضو انجمن اسلامی جامعه پزشکی کشور
- همکاری با مؤسسه خیریه امام علی (ع) شهرری
- عضو هیئت مؤسس بنیاد خیریه پژوهشی پارسا
- مدیر مرکز درمان در منزل جهاد دانشگاهی
- معاون پشتیبانی و خدمات تخصصی پژوهشکده سرطان پستان جهاد دانشگاهی
- عضو مجمع مشورتی توسعه استان تهران
- سابقه حضور داوطلبانه ۹ ماهه در جبهه.[۲]